# Dota (chanteuse)
Pour les articles homonymes, voir Dota (homonymie).
Dota (Dota Kehr, Berlin, 14 septembre 1979) est une auteure-compositrice-interprète allemande. Son groupe Dota und die Stadtpiraten a changé de nom pour simplement Dota en 2013.

## Carrière
Dota Kehr étudie la médecine à l'université libre de Berlin et passe son examen en 2010. En même temps que ses études, elle commence une carrière de musicienne. Après 2010, elle décide de travailler comme auteure-compositrice-interprète et productrice musicale (Kleingeldprinzessin Records) plutôt que comme médecin. Elle vit et travaille à Berlin et est la mère de deux enfants.
Son penchant pour la musique brésilienne amène Dota Kehr à apprendre la langue brésilienne et à séjourner quelques mois en Amérique du Sud. Il en résulte trois albums avec des musiciens brésiliens. Elle chante parfois en solo des chansons brésiliennes, mais la plupart de ses chansons sont en allemand, écrits et composés par elle-même.
Grâce à leurs textes critiques et leurs influences de bossa nova et jazz, Le groupe Dota und die Stadtpiraten gagne en notoriété sur la scène musicale allemande. Plusieurs contrats et même des apparitions pour des manifestations de partis politiques (pour le vote du Bundestag en 2005) sont rejetés par le groupe. Entre-temps, le groupe a signé et est maintenant distribué par Buschfunk, bien que leurs albums soient toujours autoproduits. En octobre 2006, le groupe a donné cinq concerts en Russie, sur une invitation de l'Institut Goethe. Ils tournent pour le printemps 2009 en Nouvelle-Zélande.
Le nom du groupe devient simplement Dota en 2013. À partir de 2020, Dota dédie plusieurs albums à mettre en musique des textes de l'écrivaine et poète Mascha Kaléko.

## Discographie
- 2003: Kleingeldprinzessin
- 2003: Mittelinselurlaub - Perto da Estrada (Dota & Dan, avec Danilo Guilherme)
- 2004: Taschentöne – live (Dota und die Stadtpiraten)
- 2005: Blech + Plastik (Dota und die Stadtpiraten)
- 2006: Immer nur Rosinen (Kleingeldprinzessin)
- 2008: In anderen Räumen – live (Dota und die Stadtpiraten)
- 2009: Schall und Schatten (avec des musiciens brésiliens)
- 2010: Bis auf den Grund (Dota und die Stadtpiraten)
- 2011: Solo live (solo)
- 2011: Das große Leuchten – live (Dota und die Stadtpiraten)
- 2013: Wo soll ich suchen
- 2016: Keine Gefahr
- 2016: Überall Konfetti – live
- 2018 : Die Freiheit
- 2020 : Mascha Kaléko (textes de Mascha Kaléko mis en musique)
- 2021 : Wir rufen dich Galaktika
- 2023 : In der Fernsten der Fernen – Mascha Kaléko 2 (textes de Mascha Kaléko mis en musique)
- 2024 : Dota und das Filmorchester Babelsberg – live
- 2024 : De repente fortaleza (Dan & Dota, avec Danilo Guilherme)